# Sociale veiligheid
Onder de term sociale veiligheid wordt verstaan de bescherming of het zich beschermd voelen tegen gevaar dat veroorzaakt wordt door of dreigt van de kant van menselijk handelen in de openbare ruimte. Toelichting bij de definitie:
- “de bescherming”: bescherming door maatregelen die bescherming bieden tegen gevaar.
- “het zich beschermd voelen”: de subjectieve veiligheid ofwel gevoelens van (on)veiligheid. Deze gevoelens zijn beïnvloedbaar door middel van gerichte communicatie, maar staan vaak los van de objectieve veiligheid.
- “tegen gevaar”: gevaar is de kans slachtoffer te worden van incidenten. De registratie van incidenten naar tijdstip en locatie geeft een beeld van de objectieve veiligheid.
- “dat veroorzaakt wordt door of dreigt van de kant van menselijk handelen”: hierdoor worden oorzaken als natuurgeweld, constructiefouten en dergelijke uitgesloten.
- “in de openbare ruimte”: bijvoorbeeld op de openbare weg, in het voor een ieder toegankelijk openbaar vervoer (inclusief haltes en stations) en openbare gebouwen, zonder een uitspraak te doen over publiekrechtelijk of privaatrechtelijk gebied.

Voorbeelden van incidenten zijn agressief gedrag (schelden, beledigen, spugen, slaan, vechten, bedreigen, met voorwerpen gooien, met wapen dreigen en aanvallen), brandstichting, vandalisme, openbare dronkenschap, diefstal, verkoop en gebruik van verdovende middelen, bedelen, treiteren, aanranding, verkrachting, zelfmoord, moord en terreuraanslagen.
Enkele zaken die niet rechtstreeks onveiligheid geven maar wel overlast, en soms ook wel een gevoel van onveiligheid, omdat bij een persoon die zich onaangepast gedraagt de kans groter is dat deze in bepaalde situaties ook agressief wordt (bijvoorbeeld als men er wat van zegt): het aanbrengen van graffiti, geluidsoverlast door radio's of walkmans, vervuiling door etenswaren, papier, verpakkingsmaterialen, vuile schoenen op de bank, meerdere plaatsen innemen en weigeren de extra plaats(en) vrij te maken voor mensen die daardoor moeten staan, urineren of poepen op een andere plaats dan een toilet of urinoir, roken op plaatsen waar dat niet is toegestaan.
Ook op zichzelf onschuldige zaken geven soms al dit gevoel, zoals rondhangen, voeten op de bank zonder deze te bevuilen, alcohol drinken in de openbare ruimte. Om rondhangen te verplaatsen naar een meer geschikte plek worden soms speciale hangplekken ingericht.